# Puig Campana
El Puig Campana es una montaña que forma parte de las Cordilleras Prebéticas de la provincia de Alicante, en el sureste de la península ibérica. Con una altitud de 1410 metros y separada del mar Mediterráneo por una distancia de 7,8 km en línea recta, se trata de la cima más elevada de la península ibérica por proximidad a la costa.[cita requerida]
Estas condiciones orográficas, así como su perfil característico y visible desde muchos puntos de la provincia, la convierten en una montaña singular y muy apreciada por los habitantes de la comarca. Se encuentra situada en el término municipal de Finestrat.

## Geología

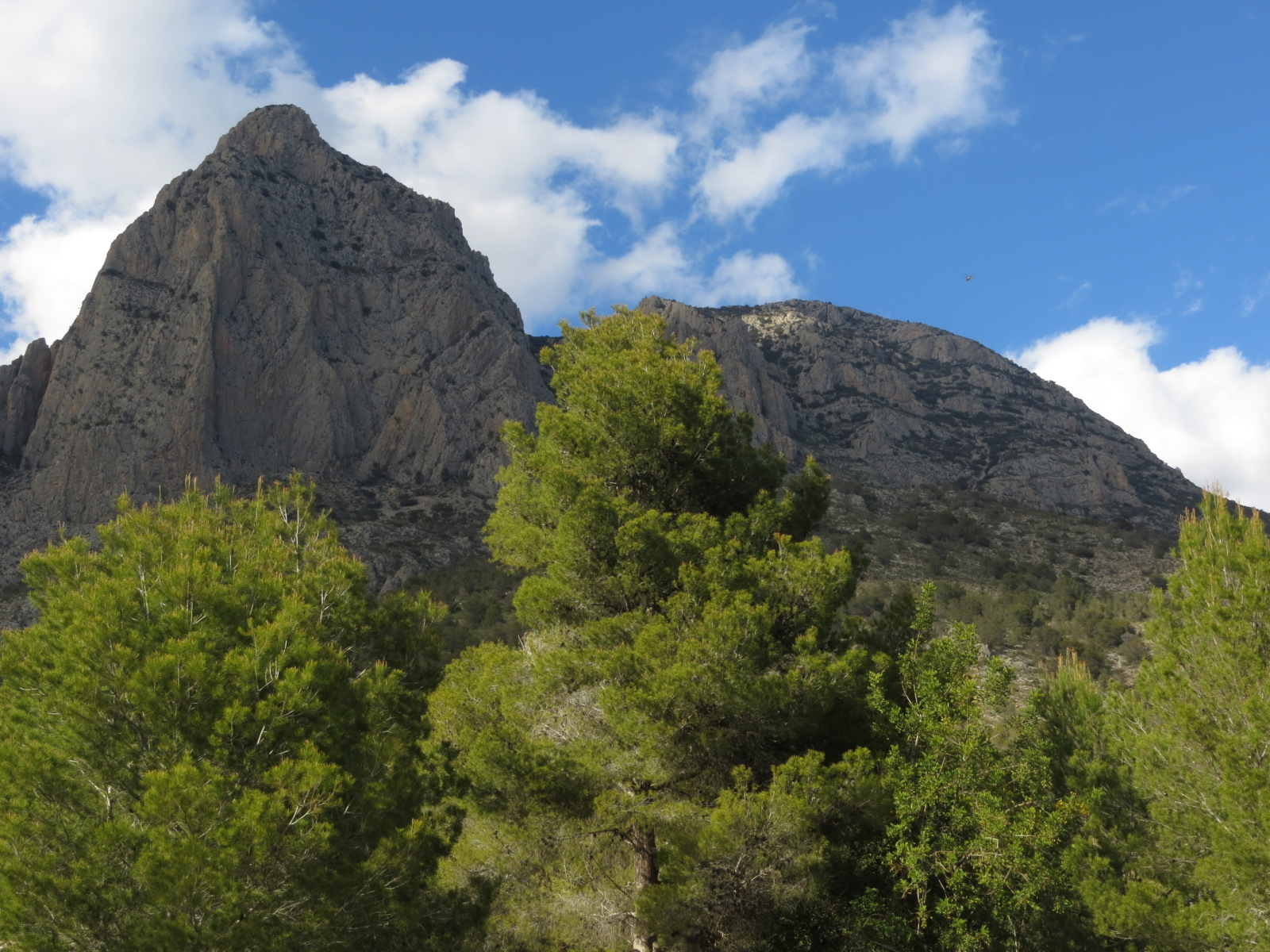
Vistas de Puig Campana desde Finestrat.

En su punta cónica presenta dos cimas. La que está situada a poniente presenta una gran fractura o portilla, conocida con el nombre histórico y autóctono de El Portell, aunque también se le atribuyen otros nombres en la actualidad.
El Puig Campana, constituido por rocas calizas de era jurásica, se encuentra en conjunción con materiales más modernos, de era cretácica mayormente. Por el sur (hacia Finestrat), asociados a una falla geológica, afloran arcillas y yesos rojos del Triásico.
La mole del Puig Campana alcanza una gran prominencia como consecuencia de fenómenos de origen tectónico asociados a empujes tangenciales de dirección este-oeste. En concreto lo que ha originado la gran elevación de los materiales jurásicos ha sido una gran fractura que desde el núcleo de La Nucía recorre el borde este y sur del Puig Campana, pasa al sur de Sella y continúa hacia el oeste.

## Clima
La barrera montañosa que supone el Puig Campana sirve de choque a los vientos de levante, procedentes del Mediterráneo, lo que provoca lluvias relativamente abundantes (650 mm) en la vertiente septentrional; éstas son en ocasiones en forma de nieve durante el invierno. Asimismo, al sur del Puig Campana, se marca el inicio del clima mediterráneo árido. Por lo que respecta al régimen térmico, la altitud es determinante. Las temperaturas se sitúan en torno a los 12 grados de media anual, lo que permite que la nieve se mantenga entre diciembre y febrero en la cumbre.

## Ecología

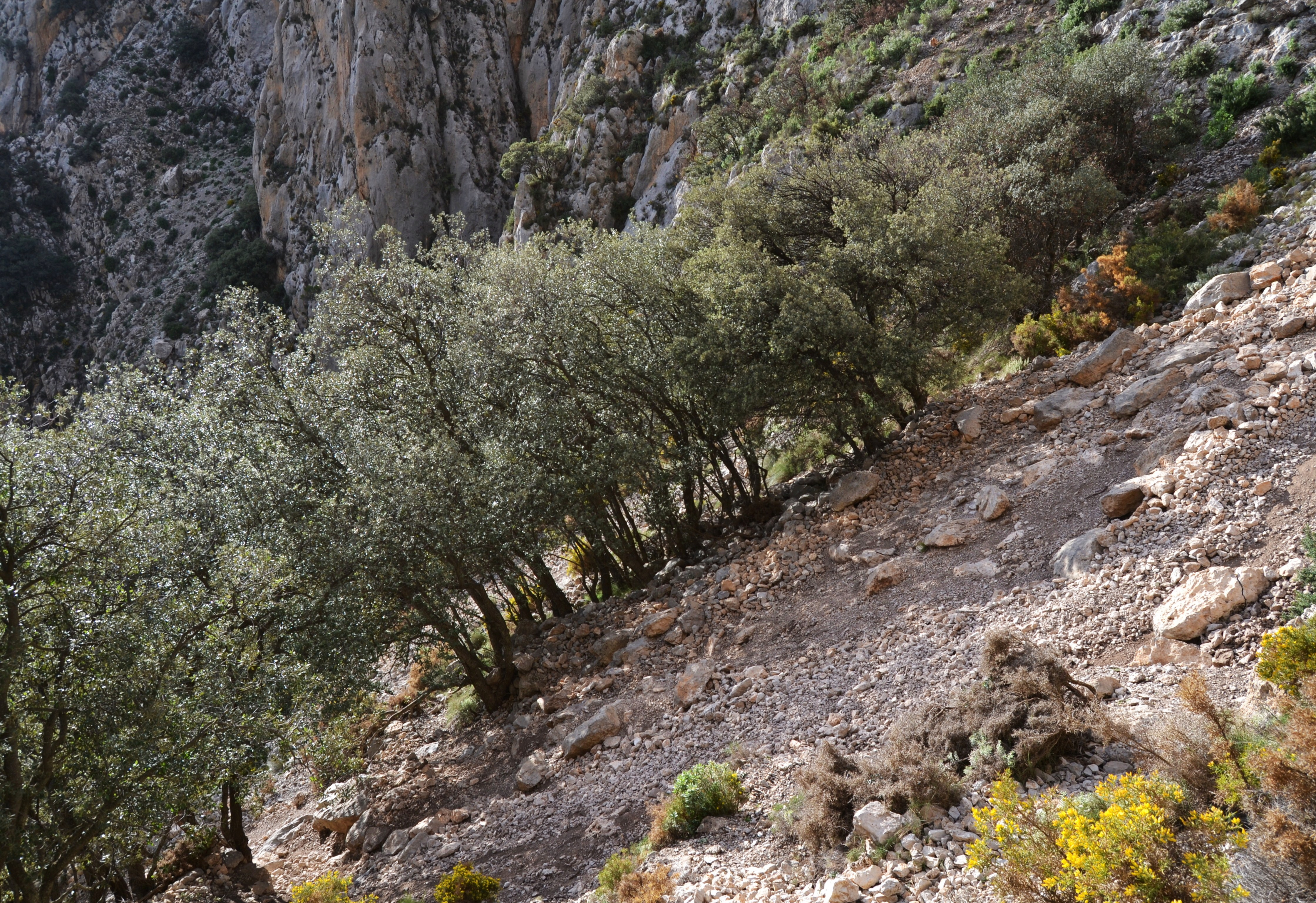
Encinar creciendo en las paredes rocosas del Puig Campana.

Desde 1992 está incluida en la lista de Lugares de Interés Comunitario (LIC) de la Comunidad Valenciana. En 2006, el Puig Campana y el Ponotx fueron declarados Paisajes Protegidos por la Generalidad Valenciana dentro de la red de Espacios Protegidos de la Comunidad Valenciana.
Alberga numerosas especies vegetales, algunas de ellas endémicas, tales como el Cistanche (Cystanche phelypaea) y, muy especialmente, Teucrium lepicephalum. 
La vegetación del Puig Campana varía en función de la orientación. Así pues, en la cara sur, mayormente en la solana, dominan los bosques de pino carrasco y el encinar maduro. En la ladera norte, crece un bosque más húmedo, compuesto por especies como los arces, el fresno, madroños, mostajos, lavanda, hiedra, madreselvas o la zarzaparrilla. A partir de los 1000 metros de altitud el bosque da paso a los pastos y matorrales, entre los que destaca el cojín de monja.

## Rutas de ascenso
Se puede ascender a la montaña por diferentes rutas, varias de las cuales convergen antes de dirigirse a la cima. Hay mapas disponibles en la oficina de turismo de Finestrat, así como en el punto de información situado al inicio del sendero, en la Font del Molí.

## La leyenda del Puig Campana

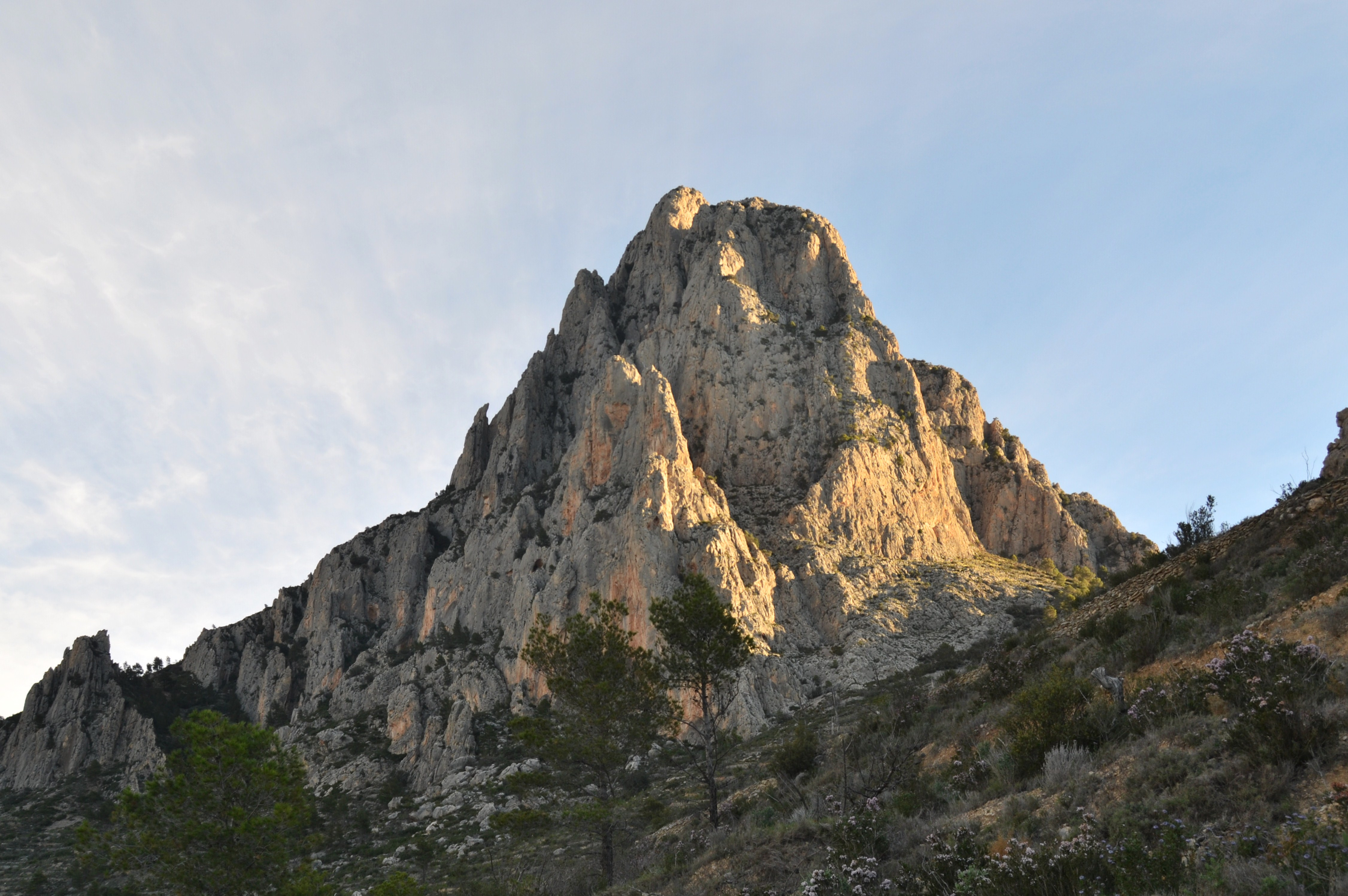
Vista de la cima del Puig Campana.

La cuchillada o tajo que presenta la cima del Puig Campana ha dado lugar a numerosas leyendas o, mejor dicho, a múltiples versiones de una misma leyenda. El héroe franco Roldán, comandante de Carlomagno, se enzarzó en combate con un jefe moro y, ensimismados en el duelo, acabaron frente a frente en la cima de esta montaña. En un momento en que el caudillo musulmán había sido arrojado al suelo, Roldán levantó su espada, Durandarte, para, descargando todo su furia, darle al infiel el golpe final. Sin embargo, éste lo esquivó, pero de la inmensa fuerza con la que Roldán propinó el golpe, cortó un gran trozo de roca, que cayó rodando hasta el mar. Esta roca sería lo que hoy conocemos como la isla de Benidorm y la hendidura que habría dejado sobre la montaña habría conservado el nombre del héroe. 
Existen muchas variaciones de esta leyenda. Para mostrar otra versión, hay quienes aseguran que lo que pretendía Roldán al descargar su Durandarte era alargar el día, pues según éstos, Roldán estaba enamorado de una joven moribunda a quien habían asegurado que moriría con el último rayo de sol, lo que el héroe trató de impedir dando el monumental tajo al monte.

## Incendio en 2009
El 24 de enero de 2009 gran parte de esta montaña se incendió a causa de la caída de una torre de alta tensión, debido al fuerte viento que azotaba la zona. Éste arrasó unas 1000 hectáreas, obligando a desalojar 25 urbanizaciones, con un total de 1.500 personas evacuadas. Gran parte de la vegetación que cubría la montaña, especialmente al norte de ésta, quedó reducida a cenizas por lo que está en estudio su repoblación.